# Fynbos y renosterveld de montaña
El fynbos y renosterveld de montaña es una ecorregión de la ecozona afrotropical, definida por WWF, situada en el extremo suroeste de Sudáfrica.
El fynbos ha sido incluido en la lista de conservación Global 200.

## Descripción
Es una ecorregión de bosque mediterráneo que ocupa 45.800 kilómetros cuadrados en las tierras altas del Reino florístico del Cabo, por encima de los 300 m s. n. m., principalmente en la Provincia Occidental del Cabo, con una pequeña área en la Provincia Oriental del Cabo.
El fynbos y renosterveld de montaña está rodeado por las siguientes ecorregiones: el Karoo suculento y el Karoo nama al norte, el matorral de Albany al este, la selva montana de Knysna y los montes Amatole al sur y el fynbos y renosterveld de tierras bajas al sur y al oeste.

## Flora
La vegetación mediterránea característica de la zona está formada por un matorral fino esclerófilo denominado fynbos y por sabanas de clima mediterráneo llamadas renosterveld.

## Estado de conservación
En peligro crítico.

## Protección
Entre las áreas protegidas de la ecorregión destacan:
- Reserva Natural de Anysberg
- Reserva Natural de Baviaanskloof
- Zona Salvaje de Cederberg
- Zona Salvaje de Groot Winterhoek
- Complejo Forestal Estatal de Grootvadersbosch
- Complejo de Áreas Protegidas de Outeniqua
- Parque Nacional de Tsitsikamma